# Capo di Ponte
Capo di Ponte is een gemeente in de Italiaanse provincie Brescia (regio Lombardije) op een hoogte van 362 meter en telt 2316 inwoners (2021). De oppervlakte bedraagt 18,5 km², de bevolkingsdichtheid is 135 inwoners per km².

## Demografie
Capo di Ponte telt ongeveer 985 huishoudens. Het aantal inwoners steeg in de periode 1991-2001 met 1,2% volgens cijfers uit de tienjaarlijkse volkstellingen van ISTAT.
| Jaar | Inwoneraantal |
| ---- | ------------- |
| 1991 | 2399          |
| 2001 | 2428          |

## Geografie
Capo di Ponte grenst aan de volgende gemeenten: Cedegolo, Ceto, Cimbergo, Ono San Pietro, Paisco Loveno, Paspardo, Sellero.

## Externe link

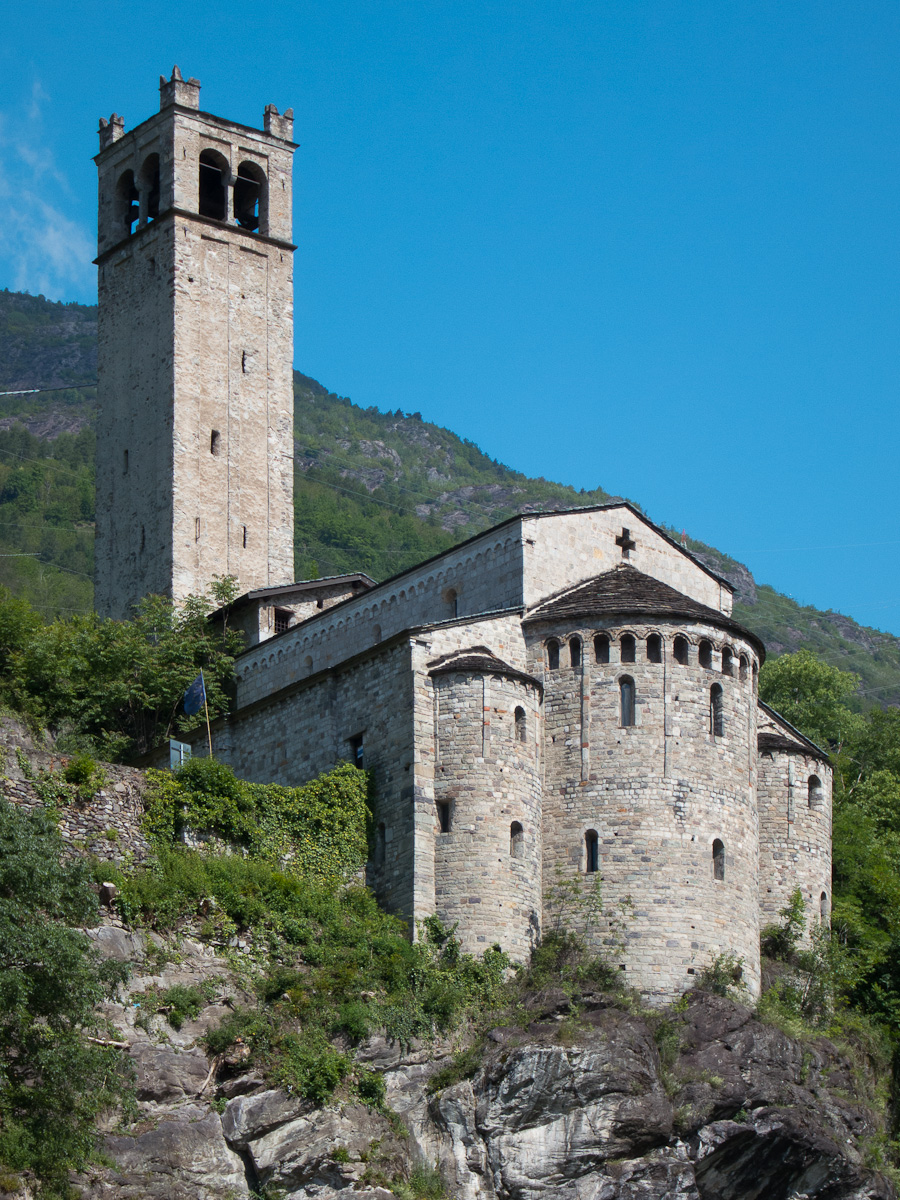
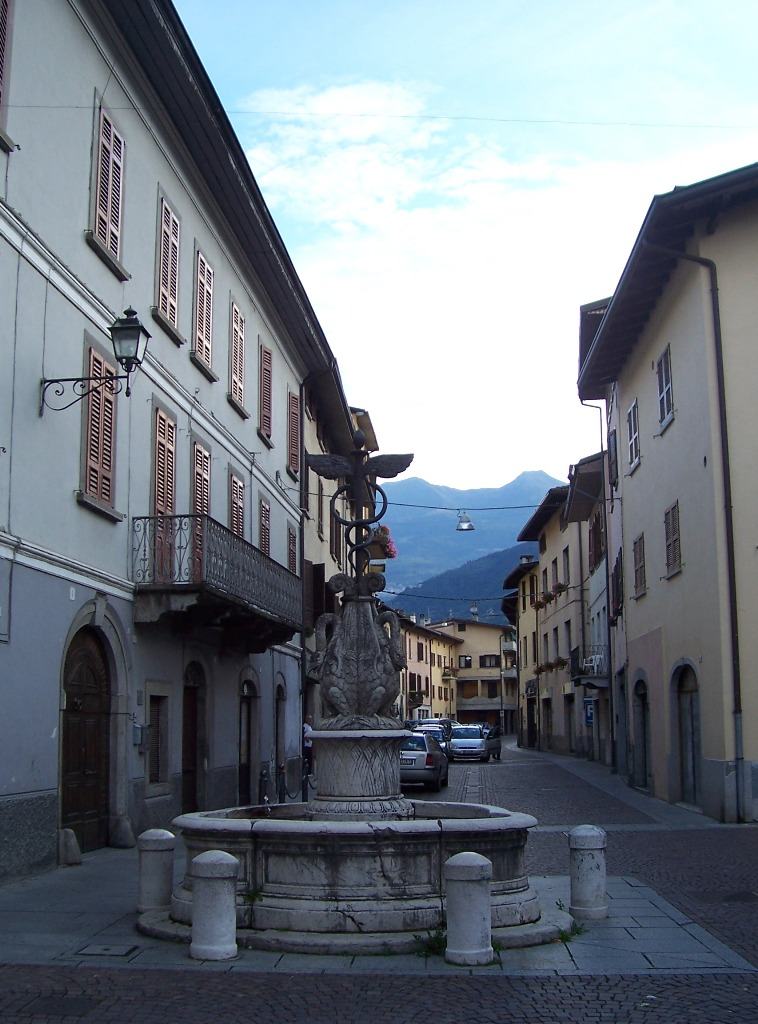
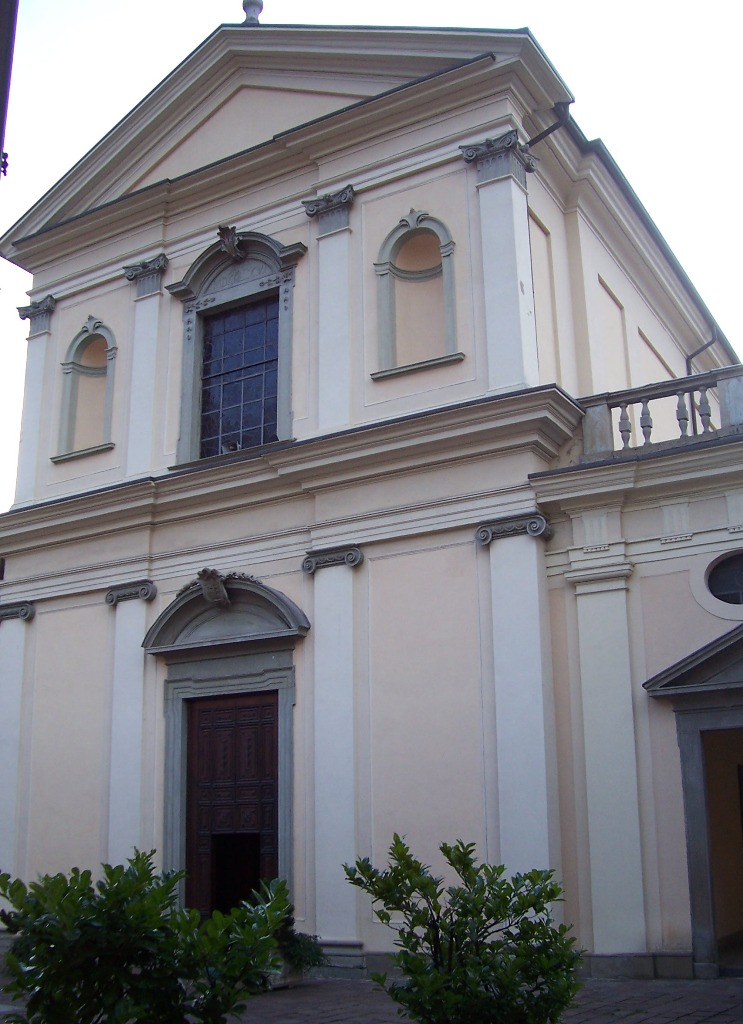
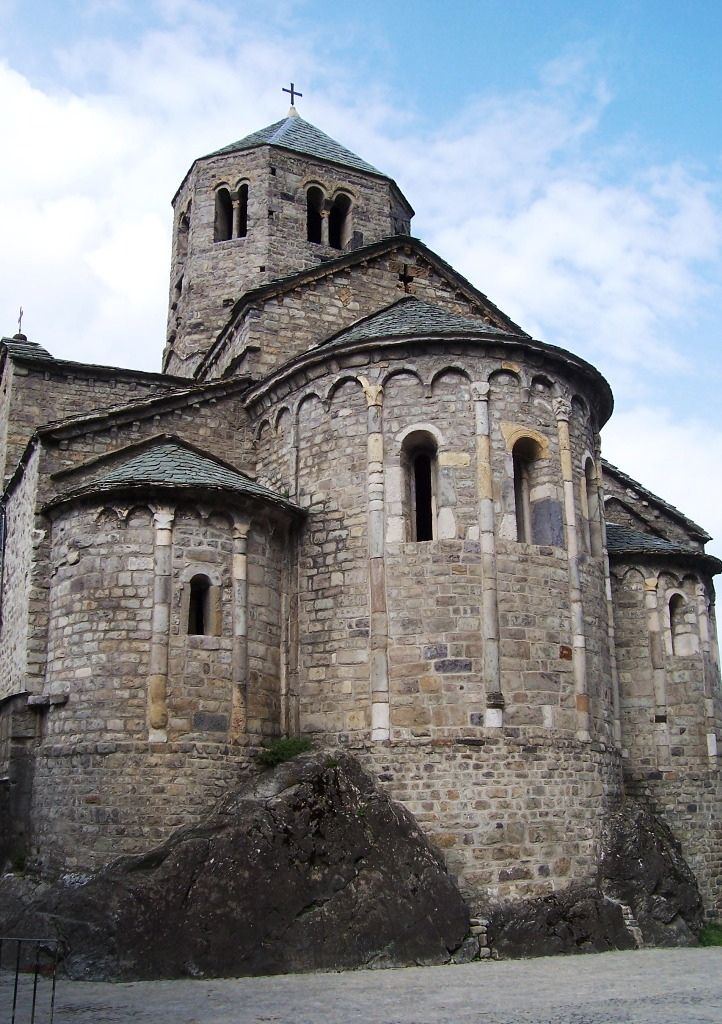